# Akademia Górnicza w Schemnitz

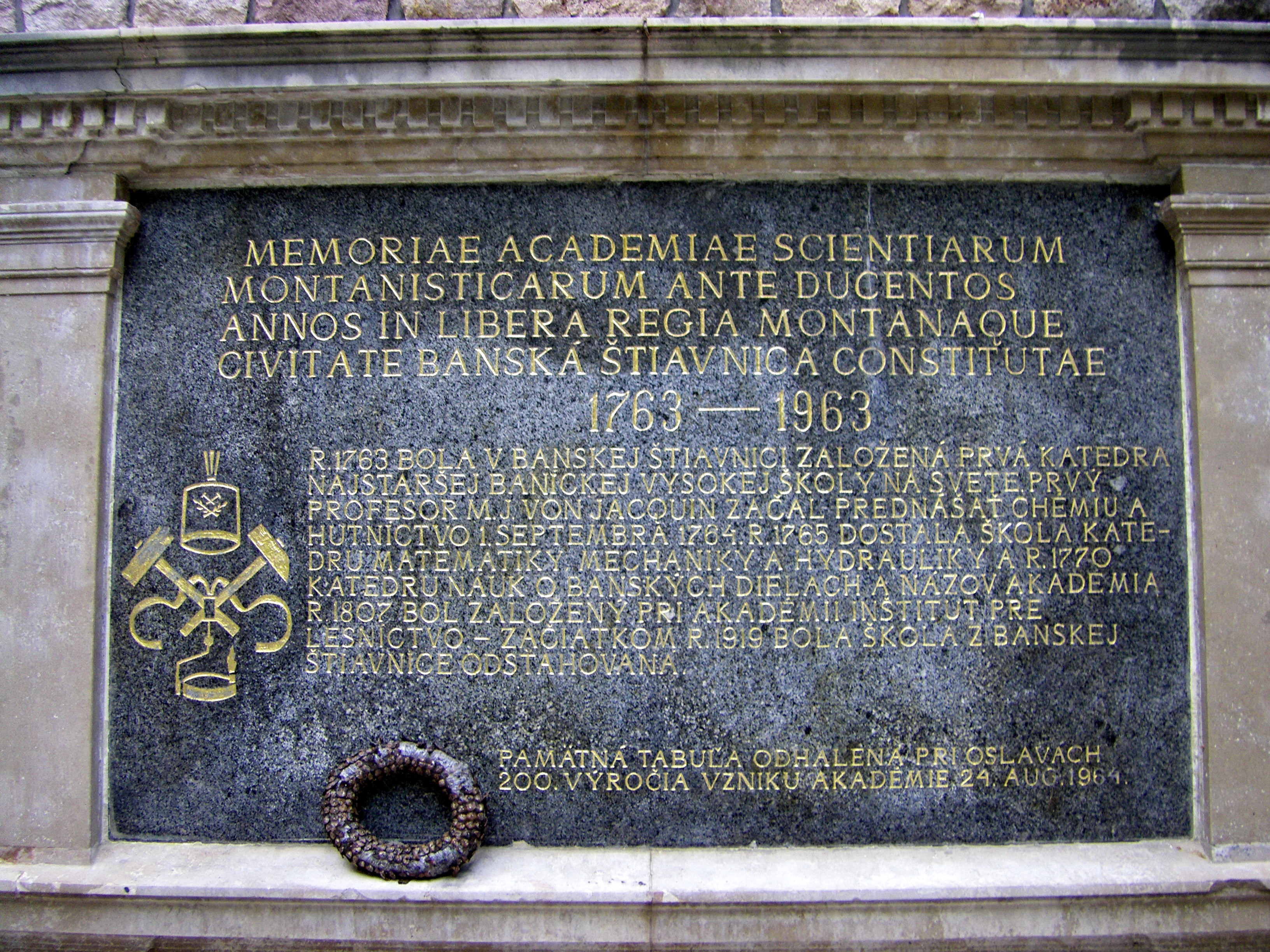
Tablica pamiątkowa na dawnym budynku Akademii

Akademia Górnicza (Bergakademie) w Schemnitz – pierwsza na świecie uczelnia techniczna, utworzona w 1735 w Schemnitz w Królestwie Węgier, jako szkoła górnicza (Bergschule), przekształcona w uniwersytet techniczny w latach 1762–1770.
Miasto od średniowiecza było jednym z europejskich centrów rozwoju techniki górniczej. W 1627 właśnie tutaj użyto po raz pierwszy prochu czarnego do prac górniczych. Również tutaj opracowano rozbudowany system gromadzenia wody, niezbędnej do poruszania kół wodnych urządzeń górniczych, w specjalnie budowanych zbiornikach wodnych znanych jako tajchy. Dokonali tego miejscowi wynalazcy: Jozef Karol Hell, Matej Kornel Hell i Samuel Mikovíni w pierwszej połowie XVIII wieku.
W 1735 Samuel Mikovíni otworzył tutaj szkołę górniczą,  był też jej pierwszym kierownikiem i profesorem. W latach 1762–1770, dzięki wsparciu cesarzowej Marii Teresy, utworzono Akademię Górniczą. Szkoła przed 1770 nosiła nazwę Praktische Lehrschule, następnie w latach 1770–1824 Bergakademie (Akademia Górnicza), 1824–1904 Berg- und Forstakademie (Akademia Górnicza i Leśna), 1904–1919 Berg- und Forsthochschule (Wyższa Szkoła Górnicza i Leśna).
Po reorganizacji Akademii w 1846 r. wszyscy jej profesorowie uzyskiwali automatycznie tytuły Cesarskich Radców Górniczych wraz z pensją od 1200 do 1500 (w zależności od zaszeregowania do jednej z pięciu kategorii) złotych reńskich rocznie. Po rewolucji marcowej w Wiedniu w 1848 r. węgierscy studenci i wykładowcy zorganizowali w dniach 11 i 12 maja prowęgierską demonstrację, w wyniku której 133 studentów narodowości niemieckiej i czeskiej, na znak protestu, opuściło uczelnię. Wraz z nimi odeszło (głównie do Wiednia) wielu profesorów, co wywołało dłuższy okres stagnacji uczelni.
W Akademii wykładali m.in. Nikolaus Joseph von Jacquin, Nikolaus Poda von Neuhaus, Christoph Traugott Delius, Albert Miller von Hauenfels, Giovanni Antonio Scopoli, Christian Andreas Doppler.
Absolwentami Akademii byli m.in. Franz von Hauer, Maximilian Hantken, Maximilian Joseph Gritzner, Karl Kořistka, Franz Ferdinand Schiller, József Szlávy, Jan Cžižek, Markus Lipold, Anton Steiger.
W roku 1918, po utworzeniu Czechosłowacji, Akademię przeniesiono do Sopron na Węgrzech. W 1949 roku wydziały górnictwa i metalurgii przeniesiono do Miszkolca, gdzie zapoczątkowały Uniwersytet Przemysłu Ciężkiego, a na bazie wydziału rolnictwa powstał Uniwersytet w Sopronie. 